# Robin Dunbar

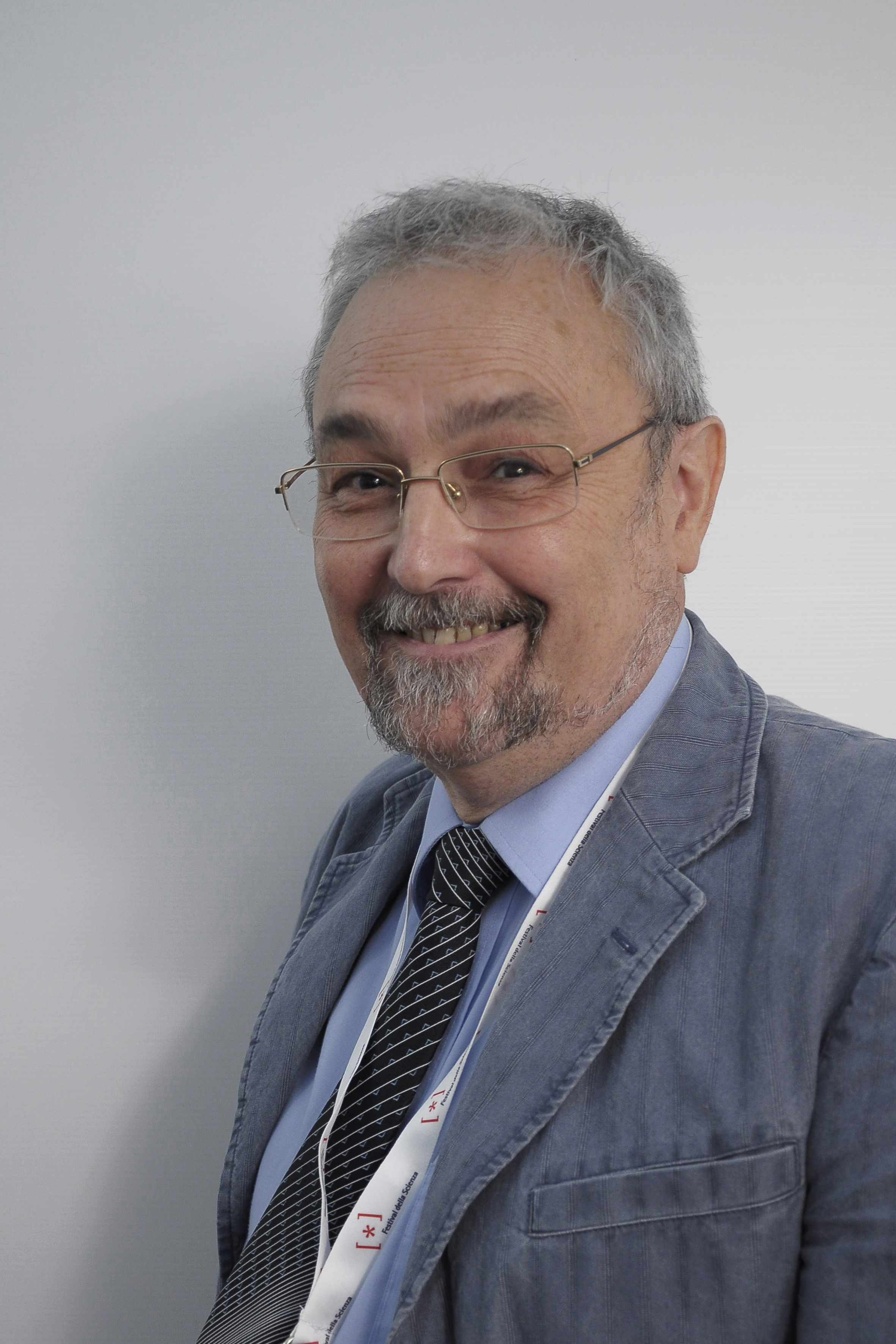
Robin Dunbar

Robin Ian MacDonald Dunbar, kurz R. I. M. Dunbar (* 28. Juni 1947 in Liverpool) ist ein britischer Psychologe. Er ist emeritierter Professor für evolutionäre Psychologie am Department of Experimental Psychology der University of Oxford. Diese Professur hat er seit 2012 inne; von 2007 bis 2012 war er in Oxford bereits Professor für Evolutionsanthropologie und Leiter des Institute of Cognitive and Evolutionary Anthropology. Zuvor war er von 1987 bis 1994 Professor für Anthropologie am University College London und von 1994 bis 2007 Professor für evolutionäre Psychologie an der University of Liverpool.
Er spezialisierte sich im Bereich des Verhaltens von Primaten und erklärte die Entstehung der menschlichen Sprache als kommunikatives „Kraulen“ in größeren sozialen Gruppen.
Seit 1998 ist er Fellow der British Academy. Er unterstützt die British Humanist Association. Für 2019 wurde Dunbar der Human Roots Award zugesprochen.

## Klatsch und der Ursprung der menschlichen Sprache
Es gibt anatomische Voraussetzungen für die menschliche Sprechfähigkeit, die soziale Voraussetzung war der Kommunikationsbedarf in größeren Horden der Urmenschen, das ist die These von Dunbars Hauptwerk Grooming, Gossip and the Evolution of Language. Dunbar geht davon aus, dass die der Sprachlaute am Anfang dieselbe Funktion hatten wie das Kraulen (social grooming) in kleineren Horden: Klatsch und Tratsch seien Kitt, der die Gesellschaft seit Alters her zusammenhalte. Erst die Entwicklung der Sprache habe es möglich gemacht, in größeren Gruppen für sozialen Zusammenhalt zu sorgen, sagt Dunbar: „Sie erlaubt uns, mit einer Reihe von Individuen gleichzeitig zu interagieren und Information über den Zustand unseres sozialen Netzwerks auszutauschen.“ Klatsch-Kommunikation drehe sich um die Frage, was „normal“ und erlaubt und was vielleicht anrüchig ist. Wenn Beobachtungen und Meinungen über das Verhalten Dritter ausgetauscht werden, werden also soziale Normen verhandelt. Sprache wird nur zu einem geringen Teil zum Informieren über Sachen und Sachverhalte verwendet, Sprache dient der Pflege von Gemeinschaft. Noch heute, so Dunbar, sind mehr als 60 Prozent des täglichen Gesprächsaufkommens eines Menschen „Klatsch und Tratsch“, handeln also von zwischenmenschlichen Belangen von echten oder vermeintlichen Gruppenmitgliedern.

## Dunbar-Zahl
Dunbar untersuchte Anfang der 1990er Jahre den Zusammenhang zwischen dem Gehirnaufbau von Säugetieren (insbesondere den Anteil des Neocortex an der Großhirnrinde) und der Gruppengröße, in denen diese Säuger jeweils leben. Für den Menschen ergäbe sich demnach eine maximale Gruppengröße von 150 – die Dunbar-Zahl (Dunbar’s number). Dunbar zufolge stimmt dies mit empirischen Beobachtungen an tatsächlichen menschlichen Gemeinschaften überein.
Derzeit wird diskutiert, inwiefern diese Regel auch für virtuelle soziale Netzwerke gültig ist.

## Veröffentlichungen
- mit Patsy Dunbar: Social dynamics of Gelada Baboons. Karger, Basel [u. a.] 1975, ISBN 3-8055-2137-5
- Reproductive Decisions: An Economic Analysis of Gelada Baboon Social Strategies. Princeton University Press, 1984, ISBN 0-691-08360-6
- Primate Social Systems. Chapman Hall, London 1988, ISBN 0-412-53740-0
- The World of Nature. Gallery Books, New York 1985, ISBN 0-8317-9619-7
  - Faszinierende Natur. Ein Streifzug durch die Lebensräume von Tieren und Pflanzen der sieben Kontinente. Bassermann, Niedernhausen 1989, ISBN 3-8094-0019-X
- R. I. M. Dunbar: Coevolution of neocortical size, group size and language in humans. In: Behavioral and Brain Sciences. Band 16, 1993, S. 681, doi:10.1017/S0140525X00032325.
- (Hrsg.): Human Reproductive Decisions. Macmillan, 1995, ISBN 0-333-62051-8
- The Trouble With Science. Faber and Faber, 1995, ISBN 0-571-17448-5
- Grooming, Gossip and the Evolution of Language. Harvard University Press, 1996, ISBN 0-674-36334-5
  - Klatsch und Tratsch. Wie der Mensch zur Sprache fand. Bertelsmann, München 1998, ISBN 3-570-12310-3; Goldmann, München 2000, ISBN 3-442-15099-X
    - Amouröses Fellkraulen. In: Der Spiegel. Nr. 25, 1996 (online – Rezension).
    - Sprechen anstatt Kraulen, Rezension von Florian Rötzer, Telepolis, 25. März 1998
- mit John Maynard Smith & W. G. Runciman (Hrsg.): Evolution of Social Behaviour Patterns in Primates and Man. British Academy, 1997, ISBN 0-19-726164-7
- The social brain hypothesis. In: Evolutionary Anthropology. 6, 1998, S. 178–190 (PDF)
- mit Chris Knight & Camilla Power (Hrsg.): The Evolution of Culture. Edinburgh University Press, 1999, ISBN 0-8135-2730-9
- mit Guy Cowlishaw: Primate Conservation Biology. University of Chicago Press, 2000, ISBN 0-226-11637-9
- mit Louise Barrett: Cousins: Our Primate Relatives. DK, London 2000, ISBN 0-7894-7155-8
  - Affen. Unsere haarigen Vettern. vgs, Köln 2001, ISBN 3-8025-1460-2
- mit Louise Barrett & John Lycett: Human Evolutionary Psychology. Princeton University Press, 2002, ISBN 0-691-09622-8
- mit Russell A. Hill: Social network size in humans. In: Human Nature. Vol. 14, No. 1, 2003, S. 53–72 (PDF; 800 kB)
- The Human Story. A New History of Mankind’s Evolution. Faber and Faber, London 2004, ISBN 0-571-19133-9
- mit Louise Barrett & John Lycett: Evolutionary Psychology: A Beginner’s Guide. OneWorld, Oxford 2005, ISBN 1-85168-356-9
- mit Louise Barrett (Hrsg.): Oxford handbook of evolutionary psychology. Oxford University Press, 2007, ISBN 0-19-856830-4
- How Many Friends Does One Person Need? Dunbar’s Number and Other Evolutionary Quirks. Harvard University Press, 2010, ISBN 978-0-674-05716-6
- mit Tobias Kordsmeyer & Padraig MacCarron: Sizes of Permanent Campsite Communities Reflect Constraints on Natural Human Communities. In: Current Anthropology Vol. 58, 2017. (Link)
- How Religion Evolved And Why It Endures, Oxford University Press, 2022
- mit Clive Gamble und John Gowlett: Evolution, Denken, Kultur. Das soziale Gehirn und die Entstehung des Menschlichen, Springer-Verlag Berlin Heidelberg 2016, ISBN 978-3-662-46768-8 doi:10.1007/978-3-662-46768-8
- Dunbar, Robin: Structure and function in human and primate social networks: Implications for diffusion, network stability and health. Proceedings of the Royal Society A 476.2240 (2020): 20200446.
- Dunbar, Robin IM, and Susanne Shultz: Four errors and a fallacy: pitfalls for the unwary in comparative brain analyses. Biological Reviews 98.4 (2023): 1278-1309.
- Dunbar, Robin: The social brain hypothesis–thirty years on. Annals of Human Biology 51.1 (2024): 2359920.